# Август Віктор Вітковський
Август Віктор Вітковський (пол. August Wiktor Witkowski; 12 жовтня 1854, м. Броди — 12 січня 1913, Краків) — польський фізик (фахівець з теорії газів), випускник та професор (від 1884 р.) Львівської політехнічної школи, професор (від 1888 р.) та ректор (1910—1911 р.р.) Ягеллонського університету в Кракові. Учень професора Домініка Зброжека.

## Біографія
Народився у сім'ї банківського працівника. Вчився у школі в Бродах, далі навчався у Львові на інженерному факультеті Львівської політехніки, котрий закінчив у 1877 році й отримав кваліфікацію інженера. Після випуску залишився асистентом на кафедрі геодезії. Він також навчався в Університеті Яна Казимира, де вивчав математику та фізику, отримав кваліфікацію шкільного вчителя. Показавши відмінні результати, Вітковський вирішив просити про надання стипендії для поїздки за кордон. На 2 роки він поїхав у Берлін, де навчався у Густава Кірхгофа, потім продовжував навчання в Англії, де був учнем Вільяма Томсона. У 1881 році він повернувся до Польщі, а через рік отримав габілітацію. У 1884 році став професором Львівської політехніки, здобувши звання повного професора у віці 33 років у 1887 році. У 1888 році, після смерті Зигмунта Верблювського, керівництво Ягеллонського університету запропонувало Вітковському очолити кафедру фізики, того ж року він переїхав до Кракова. У 1892 році він став почесним доктором Ягеллонського університету, а в 1912 році був обраний почесним доктором Львівської політехніки.
У 1889 році став кореспондентом, а в 1893 році — дійсним членом Академії знань у Кракові. З 1889 року намагався побудувати новий фізичний факультет Ягеллонського університету, що був успішним після більш ніж 20 років роботи. У результаті в 1912 році було відкрито перше сучасне фізичне відділення в Польщі. У 1910 році нагороджений за видатні досягнення в області фізики орденом Залізної корони III класу і 1910—1911 навчального року був ректором Ягеллонського університету. У той час в університеті постійно відбувались страйки.
Август Віктор Вітковський помер від ішемічної хвороби серця. Похований 24 січня 1913 року на Раковицькому цвинтарі у сімейному склепі.